# Alfred Waldau
Alfred Waldau (25. listopadu 1837 Petrovice u Rakovníka - 3. února 1882 Žacléř), vl. jm. Josef Jarosch, byl německy mluvící právník, důstojník rakouské armády, básník, spisovatel a překladatel z češtiny do němčiny. Ve svých knihách a časopiseckých článcích seznamoval německé čtenáře s českými literárními díly, lidovou slovesností i národními obyčeji, za což byl velmi oceňován českou kulturní veřejností.

## Život
Pocházel z německé rodiny. Studoval v Žatci a v Praze. Roku 1860 odjel do Vídně, kde se věnoval literatuře a žurnalistice. V březnu 1863 byl přijat k vojenskému auditoriátu V červenci 1864 se stal nadporučíkem auditorem u 47. pluku pěchoty. Po zrušení plukovních soudů v roce 1868 byl převelen k vojenskému zemskému soudu v Záhřebě, o rok později pak k varaždínskému VI. hraničářskému pluku v Bjelovaru. V roce 1870 získal hodnost setníka. Poté odešel do civilu, zemřel jako c. k. notář v Žacléři.

## Dílo
Byl známý především svými překlady českých literárních děl do němčiny a vlastními studiemi, v nichž německým čtenářům přibližoval české národní tradice. Většinu napsal v letech 1858-70. Svou tvorbou pomáhal k poznání české kultury v německém prostředí a k překonávání přezíravých postojů a předsudků, které vůči Čechům tehdy panovaly. Česká veřejnost jej považovala za národního přítele a velmi si jej vážila.
Knižně vydal:
- Blätter und Blüten im Winde (1857), vlastní poezie
- Böhmische Granaten (1858-60), překlady národních písní
- Böhmische Nationaltänze (1859-60)
- Altböhmische Minnepoesie (1860), staročeské milostné písně
- Böhmische Naturdichter (1860), tvorba českých básníků-samouků
- Böhmisches Märchenbuch (1860), pohádky
- Geschichte des böhmischen Nationaltanzes (1861)
- Karl Hynek Mácha’s Ausgewählte Gedichte (1862), vybrané básně Karla Hynka Máchy
- Věnceslav Hanka’s Lieder (1863), písně Václava Hanky

## Vysvětlivky
1. ↑  Matriční záznam o narození a křtu
2. ↑  Auditoriát byl vojenský soud, resp. právní odbor v armádě. Viz např. HAASZ, Jaroslav. Auditoriát. In:  Ottův slovník naučný. Praha: Jan Otto, 1889. Dostupné online. Svazek 2. S. 1016.
3. ↑  Setník, též kapitán, byl velitel setniny, jednotky o 70 - 250 mužích. Viz např. FRIEDBERG-MÍROHORSKÝ, Emanuel. Setník. In:  Ottův slovník naučný. Praha: Jan Otto, 1904. Dostupné online. Svazek 23. S. 894.